# Platymantis aculeodactyla
Platymantis aculeodactyla là một loài ếch trong họ Ranidae.
Nó được tìm thấy ở Papua New Guinea và quần đảo Solomon.
Các môi trường sống tự nhiên của chúng là rừng ẩm vùng đất thấp nhiệt đới hoặc cận nhiệt đới và rừng trước đây suy thoái nghiêm trọng. Loài này đang bị đe dọa do mất môi trường sống.